# Achour Cheurfi
Achour Cheurfi (en árabe: آيت فرهات علي‎)‎; Ahmed Rachedi, Argelia,16 de abril de 1955 (69 años) es un periodista, poeta, novelista, dramaturgo, y enciclopedista argelino. Un autor prolífico, ha publicado numerosos diccionarios enciclopédicos consagrados a la cultura y la historia argelina.

## Biografía
Nacido el 16 de abril de 1955, en Ahmed Rachedi, en la región de Mila, realizando, de 1960 a 1966, sus estudios primarios, en su ciudad natal. De 1966 a 1970, hace sus estudios medios, en el "Collège d'enseignement moyen" (CEM) Émir Abdelkader de Mila; y, de 1970 a 1973 en el Liceo El Kindy de Jijel. Aún en el liceo, publicaría sus primeros poemas, en la "Revue du Conservatoire d'Alger". Entre 1974 a 1978, realiza estudios superiores en periodismo en el "Instituto de Ciencia Política e Información" de la Universidad de Argel, donde defiende su tesis memoria dedicada a la "prensa sindical y la cuestión nacional". Mientras tanto, colabora con la publicación mensual "Algérie-Réalités" antes de entrar al periódico El Moudjahid como colaborador independiente (1977), luego como periodista profesional un año después (1978). Pasó dos años como magíster (1978-1980), y mientras proseguía su carrera como periodista profesional, en el diario El Moudjahid, comenzó a publicar colecciones de poesía, diccionarios y ensayos.

## Obra
- Cornaline. Editorial ENAL, Argel, 87 p. 1983 (poesía)

- Chahla ou Danse infidèle, Enal, Argel, 111 p. 1990 (poesía)

- Mémoire algérienne. Dictionnaire biographique. Editorial Dahleb, Argel, 896 p. 1996 ISBN 2868771270

- Dictionnaire des musiciens et interprètes algériens. Editorial ANEP, Argel, 373 p. 1997 ISBN 996190303X ISBN 9789961903032

- La classe politique algérienne de 1900 à nos jours. Dictionnaire biographique. Editorial Casbah, Argel, 512 p. 2001 ISBN 9961642929

- La maison maudite. Editorial Union des écrivains algériens, Argel, 77 p. 2002 ISBN 9961722671 (pieza de teatro)

- Écrivains algériens. Dictionnaire bibliographique . Editorial Casbah, Argel, 415 p. 2003 ISBN 9961643984

- Le livre des peintres algériens. Dictionnaire bibliographique. Editorial ANEP, Argel, 249 p. 2004 ISBN 9961756649 ISBN 9789961756645

- Dictionnaire de la révolution algérienne (1954-1962). Editorial Casbah, Argel, 495 p. 2004 ISBN 9961644786 ISBN 9789961644782

- L'anthologie algérienne. Editorial Casbah, Argel, 751 p. 2007 ISBN 9789961646403

- Dictionnaire encyclopedique de l'Algerie. Editorial ANEP, 1230 p. 2007 ISBN 9947213196, ISBN 9789947213193

- L'encyclopédie maghrébine. Editorial Casbah, Argel, 1180 p. 2007 ISBN 996164641X ISBN 9789961646410

- La presse algérienne, Genèse, conflits et défis. Ensayo, Editorial Casbah, 390 p. Alger, 2010 ISBN 9961647505, ISBN 9789961647509

- Encyclopédie des pays musulamans: A à J, v. 1. Ediciones Dalimen, 990 p. 2011 ISBN 9931306173, ISBN 9789931306177

- Dictionnaire des localités algériennes. Villes, villages, hameaux, qsars et douars, mechtas et lieux-dits. Editorial Casbah, Argel, 1213 p. 2011 ISBN 9789961643365

- Encyclopédie des pays musulmans, Ediciones Dalimen, Argel, 2012, 2 v.

- Les colombes du président suivi de Le jour la nuit, Ediciones Dalimen, 2013.

- Dictionnaire du cinéma algérien et des films étrangers sur l'Algérie, Editorial Casbah, 2013, 1152 p. 2013 ISBN 9961649702, ISBN 9789961649701

- Petit encyclopédie de l'Algérie: A-B, v. 1. Ediciones Dalimen, 2013 ISBN 9931306521, ISBN 9789931306528

- Petit dictionnaire du théâtre algérien : dramaturges, comédiens, résumé des pièces, Ediciones Dalimen, Argel, 2013 ISBN 978-9931-306-53-5

- Petite Encyclopédie de l'Algérie, 5 v. Ediciones Dalimen, Argel, 3550 p. 2014 ISBN 978-9931-306-52-8